# Galaxy Evolution Explorer
GALEX (Galaxy Evolution Explorer) je ultrafialový vesmírný teleskop provozovaný americkou agenturou NASA, jehož cílem je studium původu a vývoje galaxií. Na oběžnou dráhu byl vynesen 28. dubna 2003 pomocí nosné rakety Pegasus.

## Popis

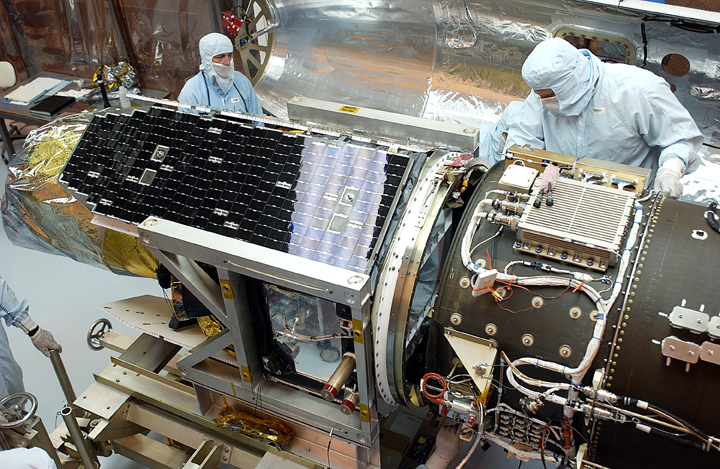
GALEX připojený k raket Pegasus

Galex je tříose stabilizovaná družice o celkové výšce 2,5 metru a je tvořená přístrojovým úsekem tvaru nízkého šestibokého hranolu o průměru přibližně 1 m, k němuž je připojen válcový tubus dalekohledu. K tubusu jsou připojena dvě dvoudílná křídla fotovoltaických baterií o celkové ploše 3,0 m², dobíjející NiH2 akumulátorovou baterii o kapacitě 16 Ah.
Jediným vědeckým přístrojem je zrcadlový dalekohled Cassegrainova typu v modifikovaném Ritchey-Chretienově uspořádání (průměru primárního zrcadla 0,5 m, ohnisková dálka 3 m, odrazivá plocha tavený křemen s napařeným Al pokrytým CaF2), vybavený dvěma detektory:
- detektor vzdáleného ultrafialového záření - Spektrální obor 135 až 180 nm, spektrální rozlišení 200, okénko detektoru MgF2, anoda detektoru CsI, úhlové rozlišení 3,3".

- detektor blízkého ultrafialového záření - Spektrální obor 180 až 300 nm, spektrální rozlišení 100, okénko detektoru SiO2, anoda detektoru CsTe, úhlové rozlišení 5".

## Mise
Hlavním úkolem družice je přehlídka oblohy pro studium vývoje galaxií do vzdálenosti odpovídající rudému posuvu Z=2 a mapování ultrafialového záření pozadí. Řídicí počítač Rad 6000 je vybaven vnitřní pamětí RAM s kapacitou 128 MByte. Vědecká data jsou zaznamenávána do polovodičové paměti s kapacitou 24 Gbit. Telemetrický vysílač (rychlost přenosu 2 Mbit/s, výkon 5 W) a povelový přijímač (rychlost přenosu 2 kbit/s) pracují v pásmu S. Vědecká data jsou vysílána ze záznamu v pásmu X (rychlost přenosu 24 Mbit/s, výkon 6 W). Pro zjišťování orientace v prostoru slouží 2 laserové gyroskopy, sluneční a hvězdná čidla. Jako výkonné prvky systému stabilizace a orientace slouží 4 silové setrvačníky a magnetické tyče.
Hlavní řídicí středisko MOC (Mision Operations Center) se nachází v areálu firmy Orbital Sciences Corporation v Dulles ve Virginii. Pozemní stanice se nacházejí v Perthu v Austrálii a na Havajských ostrovech. Družici postavila firma Orbital Sciences Corporation a vědecké vybavení připravila California Institute of Technology (Caltech) v Pasadeně v Kalifornii.
28. června 2013 NASA ukončila činnost družice. Předpokládá se, že než sestoupí do atmosféry a definitivně zanikne, zůstane na oběžné dráze ještě nejméně 65 let.